# Ulster Conservatives and Unionists
De Ulster Conservatives and Unionists, officieel geregistreerd als de Ulster Conservatives and Unionists - New Force (UCUNF), was een lijstverbinding in Noord-Ierland van de Ulster Unionist Party (UUP) en de Noord-Ierse tak van de Britse Conservative Party. De alliantie was actief tussen 2009 en 2012 en werd geleid door Tom Elliott van de UUP en David Cameron van de conservatieven.
De partij deed voor het eerst mee tijdens de Europese Parlementsverkiezingen 2009. De eerste verkiesbare kandidaat, Jim Nicholson, kreeg 82.893 stemmen, 17,0% van het totaal, en werd verkozen als lid van het Europees Parlement (MEP). Tijdens de daaropvolgende Britse Lagerhuisverkiezingen 2010 deden er negen van de achttien kandidaten mee, maar geen van hen lukte het om een zetel te bemachtigen. 
In 2012 werd de alliantie ontbonden en gingen de conservatieven verder als de Northern Ireland Conservatives.